# La Chapelle-Rousselin
La Chapelle-Rousselin korábbi község Franciaország Loire mente régiójában, Maine-et-Loire megyében. 2015. december 15-én tizenegy másik korábbi községgel egyesült és Chemillé-en-Anjou új község része lett.
Lakosainak száma 785 fő (2018. január 1.). La Chapelle-Rousselin Jallais, Saint-Georges-des-Gardes, Saint-Lézin, Trémentines, Chemillé és Chemillé-Melay községekkel határos.

## Népesség
A település népességének változása:
| Lakosok száma | 558  | 570  | 569  | 578  | 596  | 713  | 737  | 778  | 792  | 785  |
|               | 1962 | 1968 | 1982 | 1990 | 1999 | 2008 | 2011 | 2013 | 2017 | 2018 |